# Kathedraal van Namen
De Sint-Albanuskathedraal in Namen (Frans: Cathédrale Saint-Aubain de Namur) is de hoofdkerk van het bisdom Namen. De bouw van de kathedraal duurde van 1751 tot 1767. De kerk werd ingewijd op 20 september 1772. De patroonheilige is Albanus van Mainz. De kerk maakt deel uit van het Patrimoine majeur de Wallonie. De schatkamer van de Kathedraal van Namen in de kathedraal en het behoud van de kunstwerken is gerealiseerd dankzij de ondersteuning van het Fonds Pierre François Tilmon, beheerd door de Koning Boudewijnstichting.

## Bouwgeschiedenis
Het bisdom Namen werd op 12 mei 1559 gecreëerd door paus Paulus IV. De eerste bisschop, Antoine Havet, was dominicaan. Hij werd in 1562 gewijd en verkoos de collegiale kerk van Sint-Albanus, gesticht in 1047, als kathedraal. Van die kerk bestaat op heden nog een oude toren. Deze dateert uit de dertiende eeuw en werd in 1648 verhoogd.
In 1740 werd de toenmalige kathedraal, die reeds sterk verouderd was, geteisterd door zware overstromingen. Het kapittel en bisschop Paul Godefroid de Berlo de Franc-Douaire besloten daarop een nieuwe te bouwen. Ze deden hiervoor een beroep op de Italiaanse architect Gaetano Matteo Pisoni die eerder al het Paleis van Karel van Lotharingen in Brussel had gereconstrueerd.
De werken, uitgevoerd onder Jean-Baptiste Chermanne, bestonden erin de toren uit 1648 (het enige overblijfsel van de collegiale kerk) met de naburige parochiekerk Sint-Jan-Evangelist te verenigen in één enkel gebouw met een grote koepel. De eerstesteenlegging vond plaats op 24 juni 1751 maar de nieuwe kathedraal was pas zestien jaar later afgewerkt doordat het opbouwen van de koepel verscheidene problemen had gekend. De wijding vond plaats op zondag, 20 september 1772.
De gevel die bestond uit kalksteen gewonnen in het naburige Seilles, brokkelde mettertijd af en werd net voor 1900 sober gereconstrueerd.

## Architectuur
De Sint-Albanuskathedraal bestaat net als vele andere medio-18de-eeuwse gebouwen uit een mengeling van (late) barok, rococo en neoclassicisme. Architect Pisoni zou later, in 1763, met meer middelen ook de St. Ursuskathedraal bouwen in Solothurn (Zwitserland). Het tot de 16-de eeuw binnen het christendom gebruikelijke oriënteren van bidplaatsen naar het oosten werd hier verlaten door de kerk te richten naar het westen. De plattegrond van het gebouw vormt een Latijns kruis. De armen van de zijbeuk zijn afgerond, net als de apsis.
De voorgevel is verfraaid met twaalf gelijkgrondse en acht verhoogd opgestelde Korinthische zuilen. Bovenaan is hij afgewerkt met een fronton waarop beelden staan, die Christus en vier apostelen voorstellen. Boven de toegangsdeuren zijn medaillons geplaatst, die werden gemaakt door de Naamse beeldhouwer Denis-Georges Bayar.

## Interieur

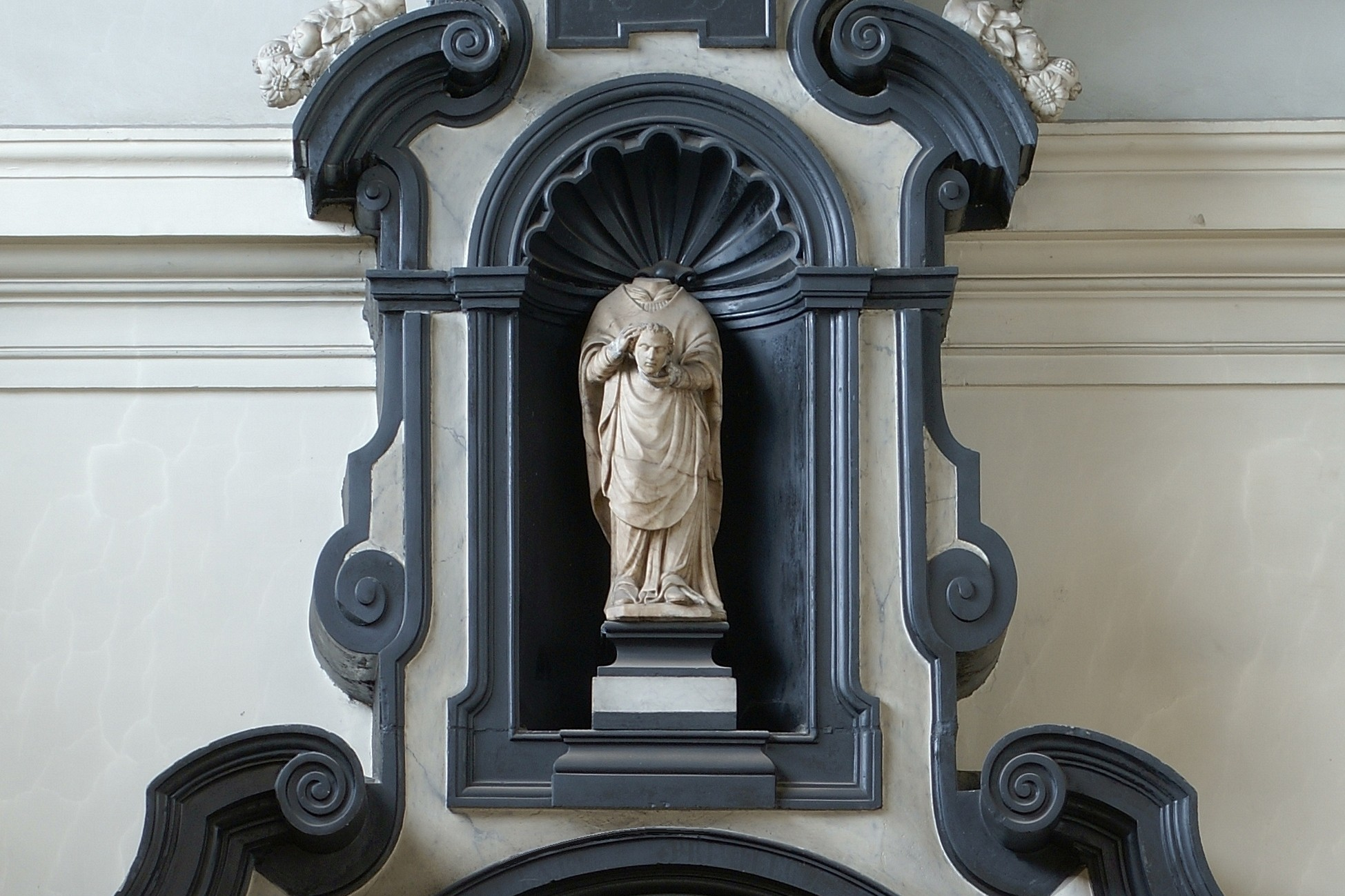
Detail van het Sint-Albanusaltaar uit 1655. Albanus draagt het hoofd in zijn handen. Symbolische voorstelling van zijn onthoofding.

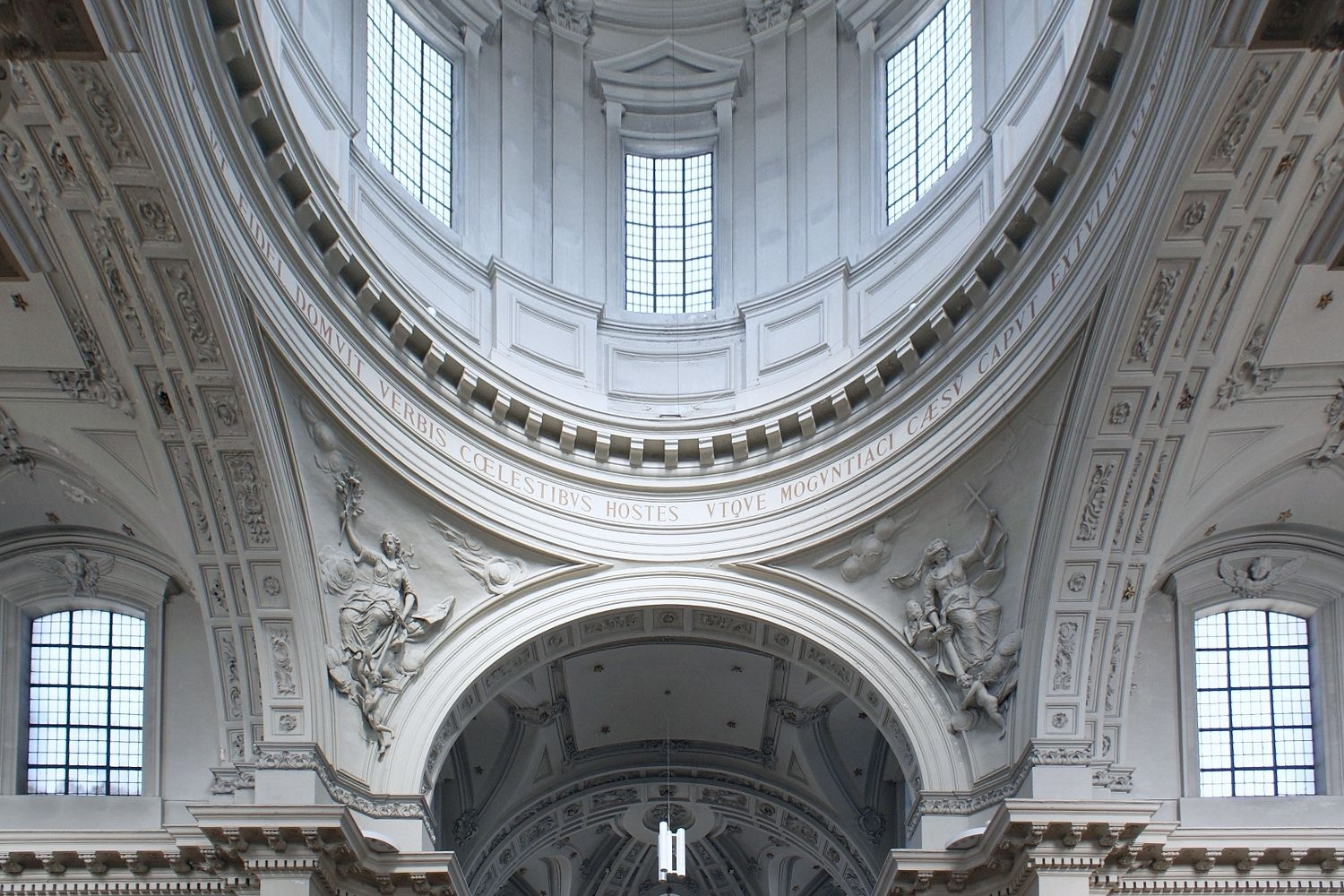
De tamboer van de koepel wordt gedragen door vier pijlers.

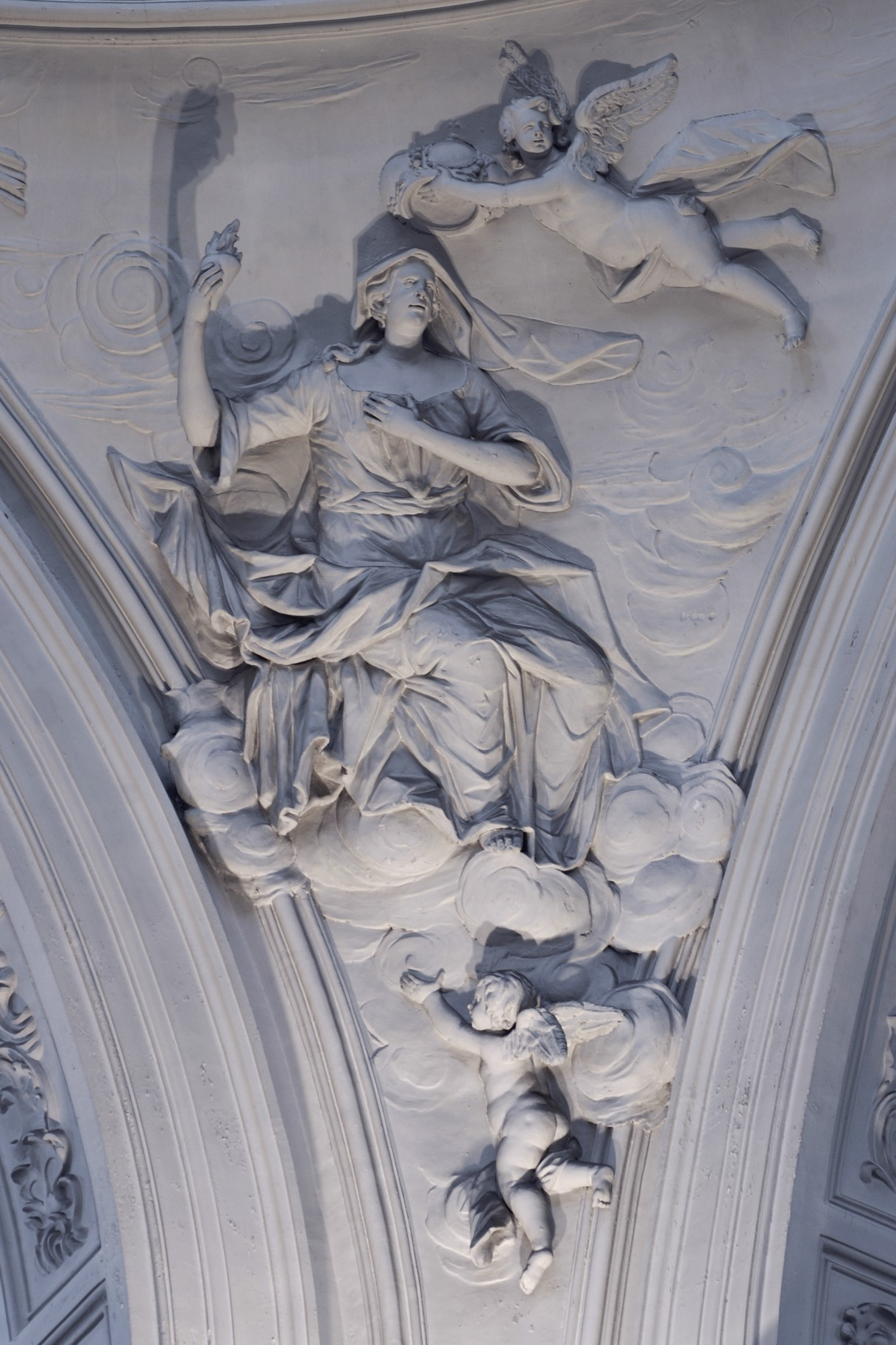
Allegorie die de Liefdadigheid voorstelt, boven de pijlers, onder de tamboer.

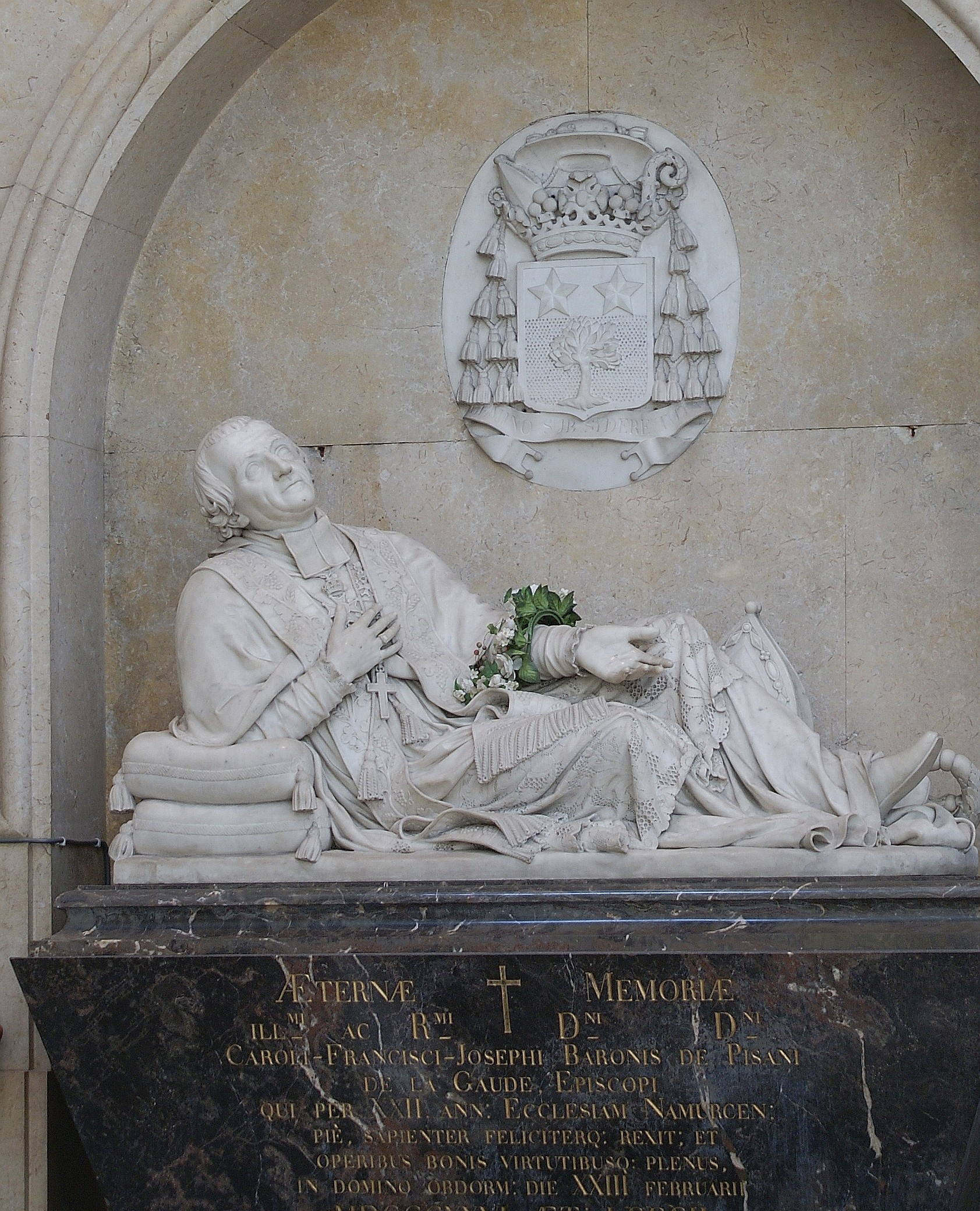
Mausoleum van bisschop Charles-François-Joseph Pisani de la Gaude († 1826).

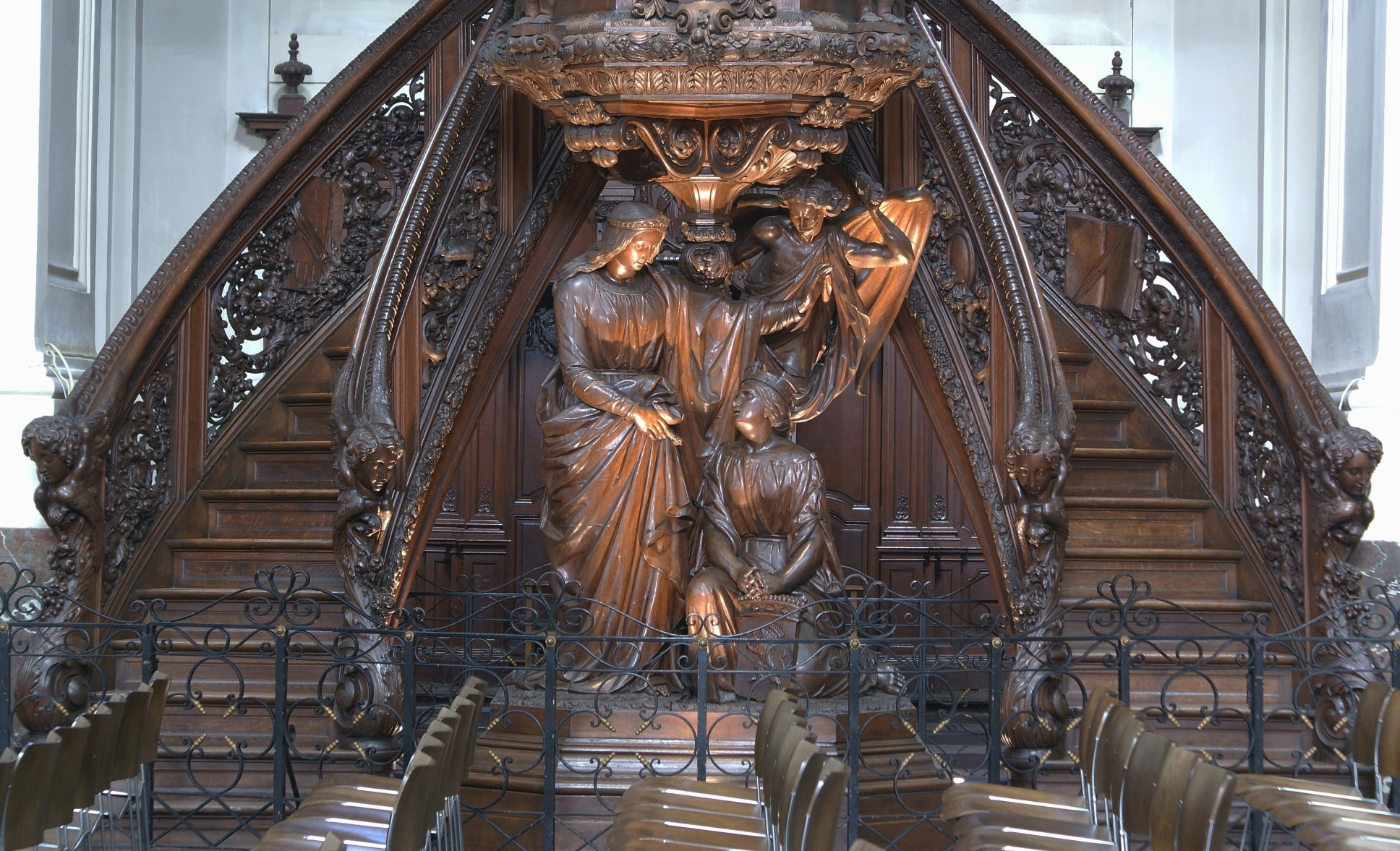
Detail van de preekstoel gebouwd door Karel Geerts in 1848.

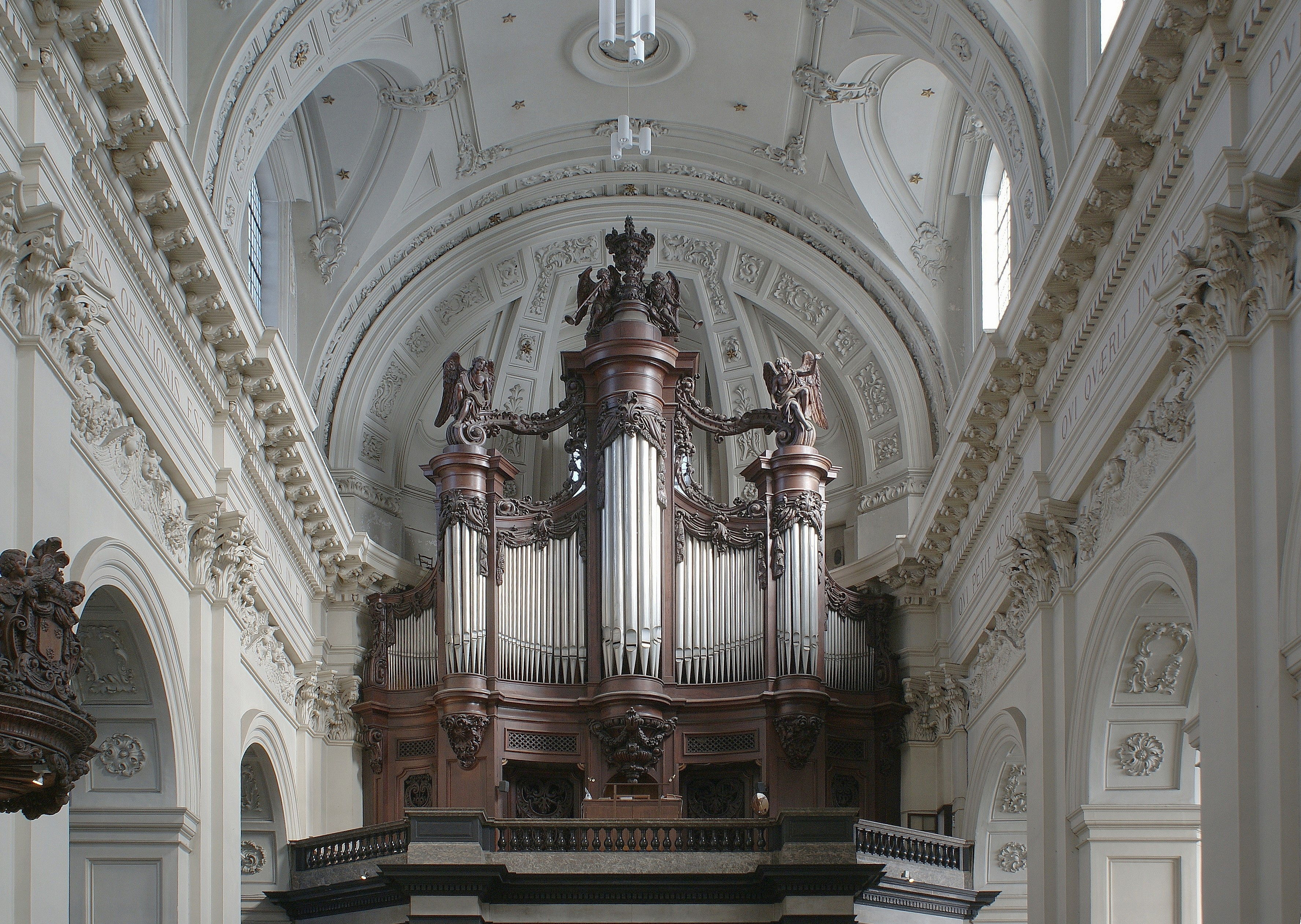
Korfmacher-orgel met beeldhouwwerk door Karel Geerts.

De totale lengte van de kathedraal bedraagt 78 meter, terwijl het koor 29 meter lang is.
Het schip, de viering en het koor zijn 17 meter breed. De zijbeuken zijn smaller: ze hebben een breedte van 6 meter.
Binnen de koepel en zijn lantaarn bedraagt de hoogte ongeveer 70 meter.
In tegenstelling tot het merendeel der kerken, heeft deze bidplaats geen glas-in-loodramen. De vensters bestaan uit kleurloos glas, hetgeen, in combinatie met de binnenafwerking in witte pleister, een zeer helder interieur oplevert.

### Hoogkoor
In de koorsluiting ziet men het hoofdaltaar dat afkomstig is van de Cisterciënzerabdij van La Ramée (Jauchelette, Geldenaken).
Erboven ziet men een beeltenis van de gekruisigde Christus. Dit beeld behoorde toe aan de voormalige Cisterciënzerabdij van Villers-la-Ville die in 1796 verlaten werd.
Links naast het altaar staat op een sokkel een beeld van de heilige Petrus, en rechts een beeld van de heilige Paulus. Beide sculpturen zijn zeer oud en werden vervaardigd door de bekende beeldhouwer Lucas Faydherbe (Mechelen, 19 januari 1617 - Mechelen, 31 december 1697). Deze stukken waren aanvankelijk niet opgesteld in de kathedraal van Namen, maar wel in Floreffe.
Het indrukwekkende koorgestoelte werd anno 1766 bij lokale meubelmakers besteld, is gemaakt in Lodewijk XV-stijl en omvatte een groot aantal plaatsen. Het is her en der met engeltjes in puttovorm versierd.

### Zijbeuken
In de zijbeuken treft men oude biechtstoelen van het half open type aan. Ter hoogte van het koor zijn zijkapellen ingericht. Het meubilair ervan is herkomstig uit de oude kathedraal van vóór 1751:
- het altaar in de kapel van Onze-Lieve-Vrouw van Smarten (zuidkant) dateert van 1650 en is verfraaid met een beeld gemaakt door G. Coquelet uit Luik;
- het altaar in de kapel van Sint-Albanus (noordkant) is van 1655. Hoog bovenaan bemerkt men een beeld dat Albanus van Mainz voorstelt, die zijn eigen hoofd in zijn handen draagt. Deze symboliek verbeeldt de onthoofding van de betrokken heilige.

### Viering
Centraal in de viering, onder de koepel, staat het actuele altaar waarvan het gebruik beslist werd bij de liturgische hervormingen van het Tweede Vaticaans Concilie. Dit altaar is betrekkelijk jong: het werd getekend door Roger Bastin en vervaardigd in 1967.
De tamboer van de koepel wordt gedragen door vier pijlers, die elk aan beide zijden geflankeerd zijn door Korinthische zuilen. Tegen iedere pijler is een beeld van één der vier kerkvaders opgehangen. Deze beelden zijn eveneens herkomstig uit Floreffe en zijn gemaakt door de Vlaamse beeldhouwer Laurent Delvaux (1696 - 1778):
- op de zuidoostelijke kolom Sint-Hiëronymus als kluizenaar met een bijbel in de hand en vergezeld door een leeuw;
- op de zuidwestelijke kolom Sint-Gregorius met de tiara en gehuld in pauselijke gewaden;
- op de noordwestelijke kolom Sint-Ambrosius, gekleed als bisschop, met de kromstaf en een bijenkorf;
- op de noordoostelijke kolom Sint-Augustinus, voorgesteld als bisschop met een boek in de rechterhand en een vlammend hart in de linkerhand.

Op de gewelfboog boven hogergenoemde pijlers ziet men allegorieën in bas-reliëf:
- het geloof verzinnelijkt door een geblinddoekte vrouw met een kruis in de linkerhand;
- de religieuze deugden voorgesteld als een vrouw met een wierookvat, omkaderd door de zon en een afbeelding van de Sint-Aubankathedraal;
- de hoop afgebeeld als vrouw met een anker in de linkerhand en een olijftak in de rechterhand;
- de liefdadigheid eveneens voorgesteld als vrouw met een vlammend hart in de hand, vergezeld door een engel.

### Kruisbeuk

#### Zuidkant
Hier ziet men een halfcirkelvormige koornis waarin zich het zijaltaar van het Heilig Sacrament bevindt. Deze nis wordt afgebakend door een hek daterende van 1744, gemaakt door F.R. Michaux en afkomstig van de Abdij van Gembloers. 
Men treft hier eveneens een beeld aan, dat bisschop Thomas Louis Heylen (Kasterlee, 5 februari 1856 - Namen, 27 oktober 1941) voorstelt.  Deze 26e bisschop van Namen, alhoewel van Vlaamse afkomst en van geboorte Nederlandstalig, was uitermate geliefd bij de plaatselijke Franstalige bevolking hetgeen na zijn dood tot uitdrukking werd gebracht in de oprichting van dit bronzen standbeeld. Het beeld werd in 1956 gemaakt door Charles Leplae.

#### Noordkant
Aan de noordkant ziet men de zijkapel van de heilige Maagd en de heilige Johannes Nepomucenus. 
Men ziet er eveneens het mausoleum van:
- Charles-François-Joseph Pisani de la Gaude (Aix-en-Provence, 14 maart 1743 - Namen, 23 februari [1826) (17e bisschop van Namen);
- Nicolas-Joseph Dehesselle (Charneux, 1789 - Namen, 1865) (20e bisschop van Namen).

### Preekstoel
In 1848 -enkele jaren voor zijn overlijden- bouwde beeldhouwer Karel Hendrik Geerts (Antwerpen 10 augustus 1807 - Leuven, 16 juni 1855) de imposante en buitengewoon zorgzaam afgewerkte preekstoel in hout. Karel Geerts was Antwerpenaar van geboorte maar was het grootste deel van zijn leven actief in Leuven. In Borgerhout (Antwerpen) werd naar hem de Karel Geertsstraat genoemd.

### Orgel
Achteraan in de kerk werd door de Naamse architect Balat een orgelruimte gebouwd. Vanaf 1844 tot 1849 werd daar het orgel samengesteld. Dit instrument was het werk van de Duitste orgelbouwer Wilhelm Korfmacher (Linnich, 1787 - 1860) die voornamelijk actief was in België en in de grensstreek nabij Aken.
De gebeeldhouwde elementen van de orgelkast werden (net zoals de kansel) gemaakt door beeldhouwer Karel Hendrik Geerts. In de loop der jaren werd deze imposante kunstige orgelkast ongewijzigd gelaten, maar aan het orgel zelf werden herstellingen, restauraties, vernieuwingen en uitbreidingen uitgevoerd:
- in 1858 onderhoud door Joseph Merklin (Duits orgelbouwer);
- in 1882 restauratie door Charles Anneessens;
- in 1890 werken door Link;
- in 1909 restauratie door Wetzel (uit het naburige Jambes);
- van 1964 tot 1968 wijzigingen en uitbreiding door Aloïs Thunus (uit  Malmedy).

## Galerij

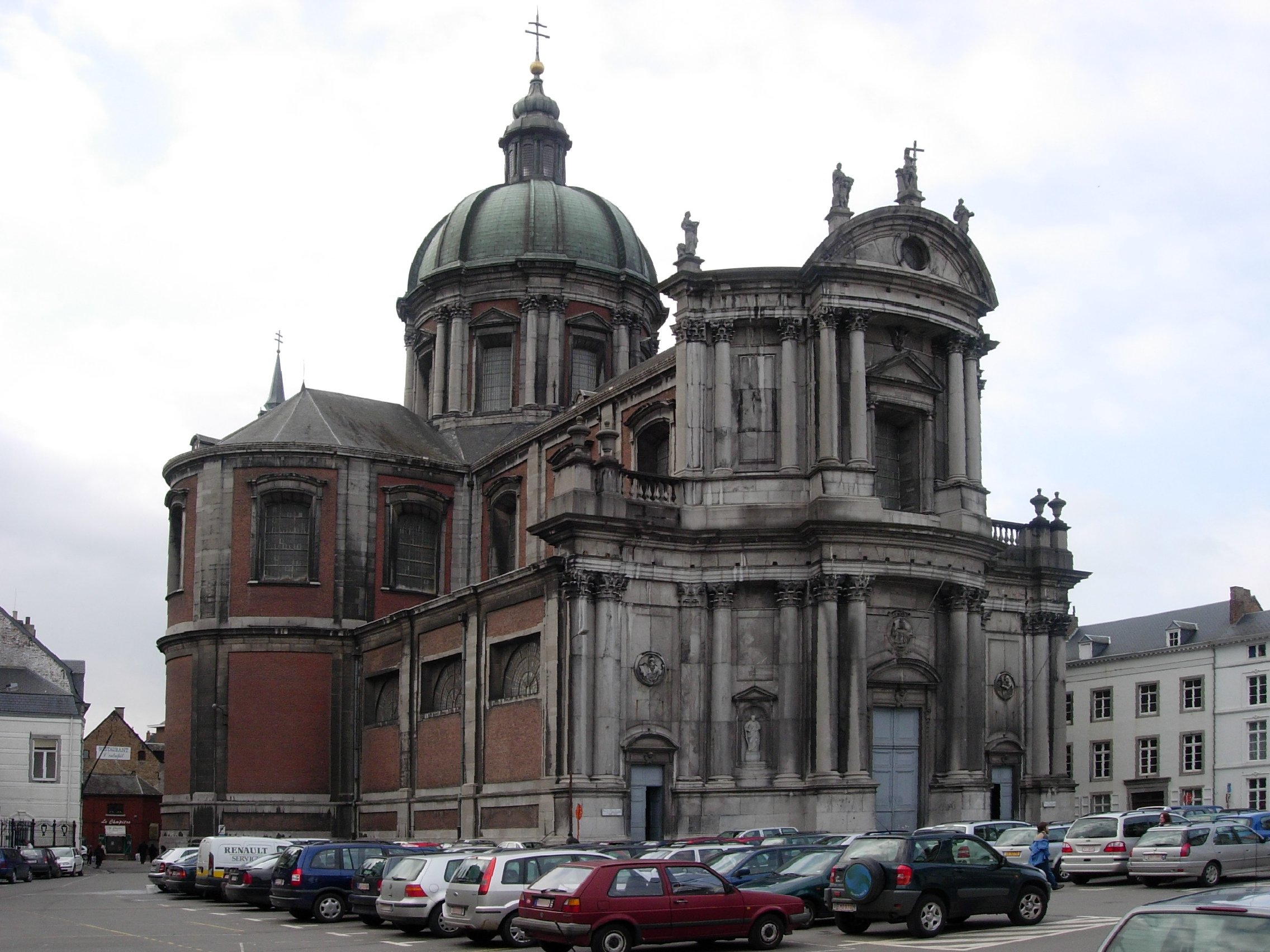
Gezicht vanop de Place Saint-Aubain
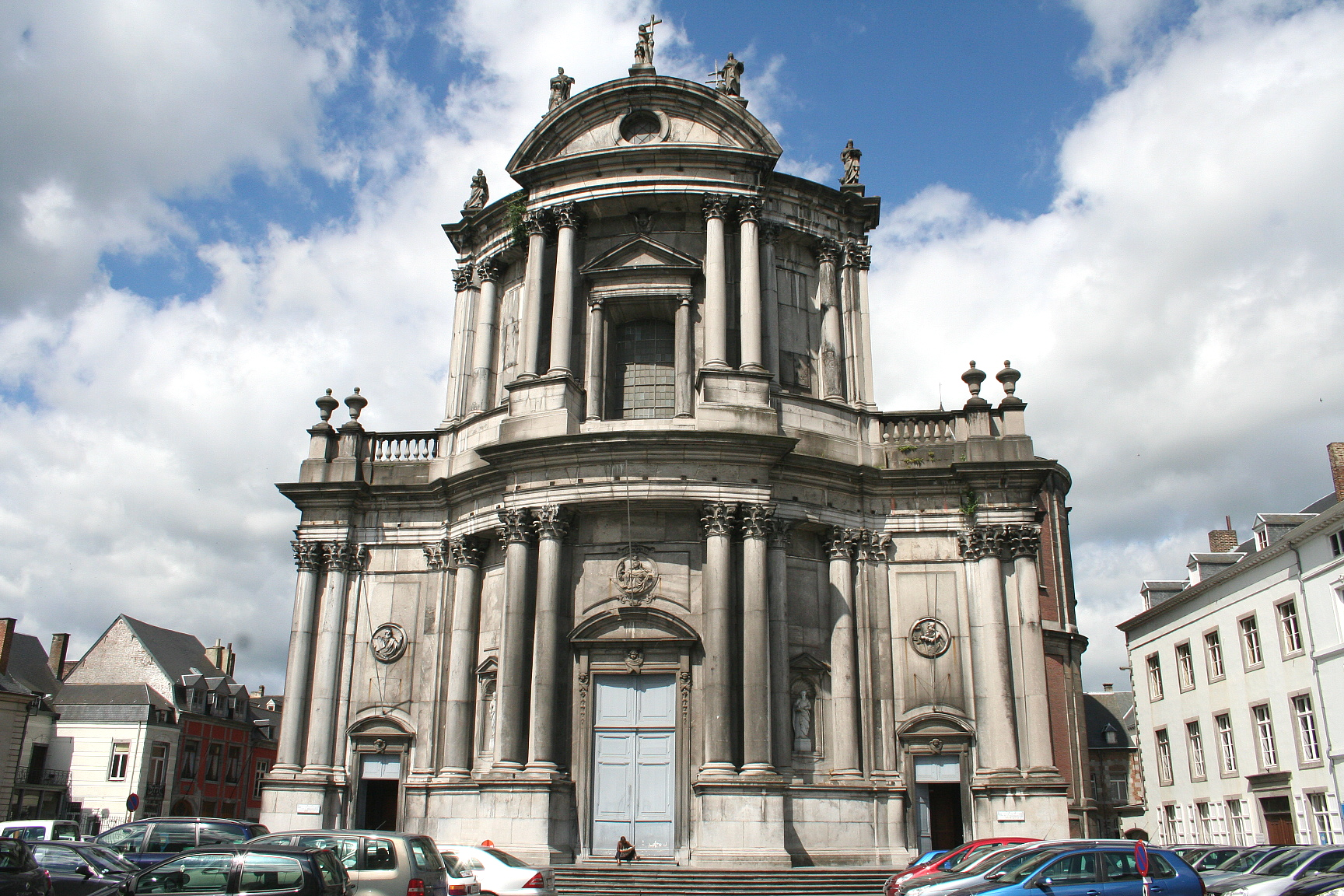
De gevel vanop de Place Saint-Aubain
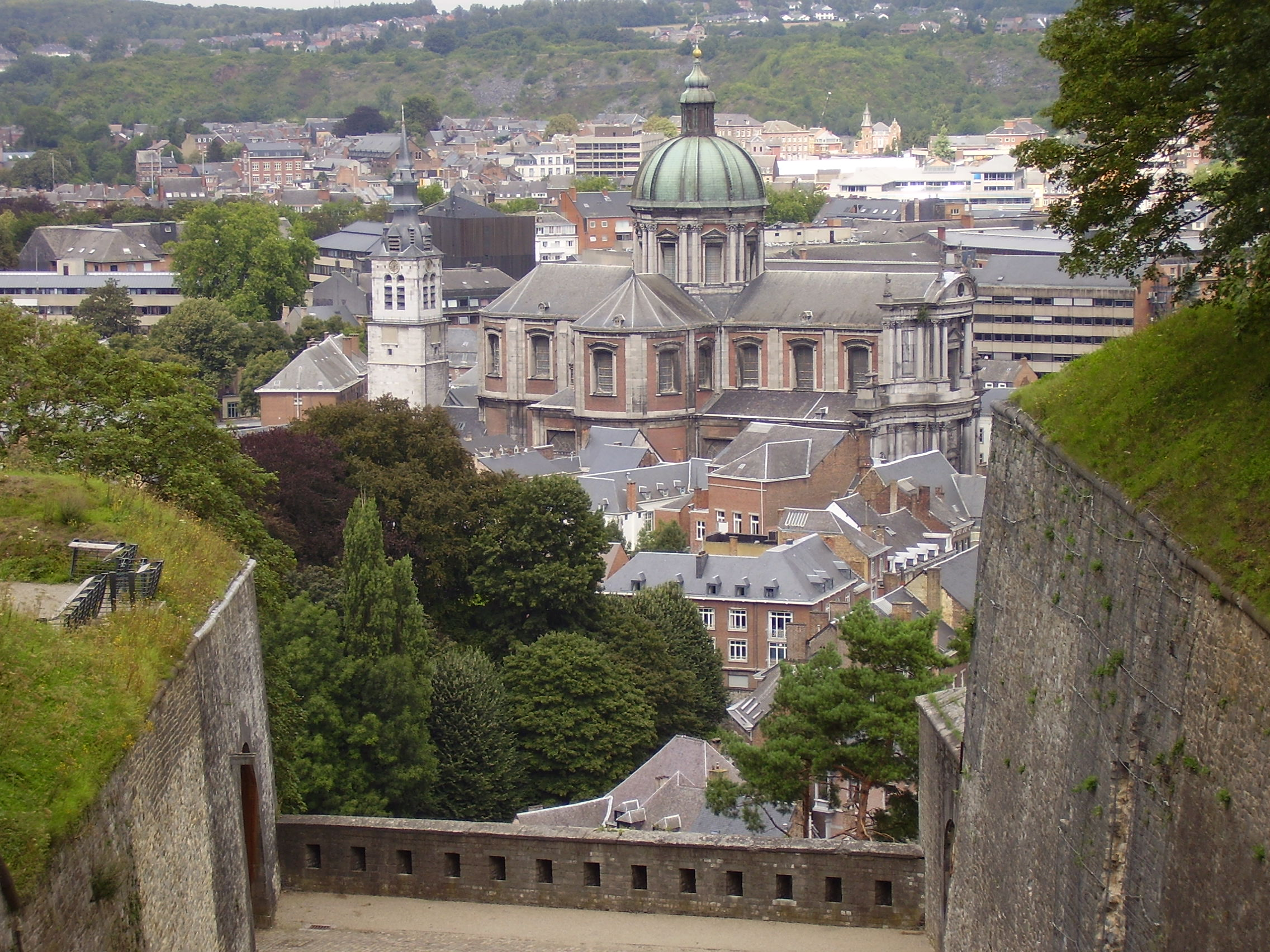
Gezicht vanop de citadel van Namen
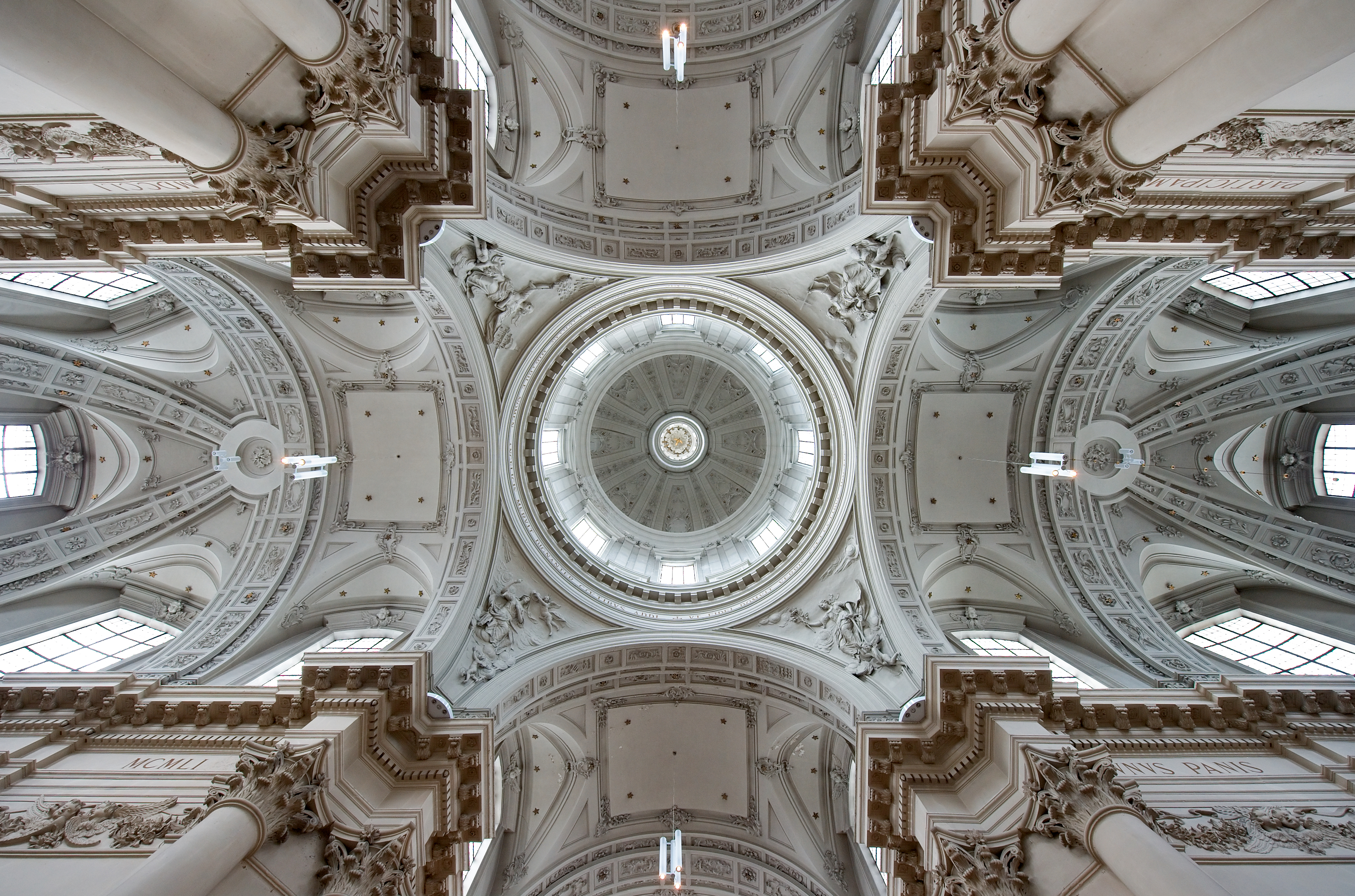
Gewelf in de Sint-Albanuskathedraal